# Protestas en Hungría de 2018
Las protestas en Hungría de 2018 fueron manifestaciones masivas y protestas contra el gobierno de Viktor Orbán y su gabinete .La primera ola de manifestaciones comenzó entre abril y mayo. La serie de manifestaciones antigubernamentales de diciembre de 2018 fue un movimiento político contra las medidas del cuarto gobierno de Orbán, cuyos precedentes directos fueron la presentación de la Ley de Horas Extras y la escandalosa jornada parlamentaria del 12 de diciembre de 2018. En este día, miembros del Jobbik, MSZP, LMP, DK y Diálogo en el Parlamento interrumpieron la legislatura silbando, gritando, esparciendo papeles e impidiendo el acceso al púlpito presidencial, obstruyendo así la votación. Estallaron protestas contra la votación y la sesión parlamentaria.

## Historia
El 6 de noviembre de 2018, el ministro Zsolt Semjén presentó un proyecto de ley sobre tribunales administrativos.
El 20 de noviembre de 2018, dos representantes de Fidesz, Kristóf Szatmáry y Lajos Kósa, presentaron una reforma al Código de Trabajo. En la sesión del 10 de diciembre de 2018, las facciones de los partidos de oposición intentaron atrasar el debate para evitar una votación sobre la Ley de Horas Extras. Por lo tanto, se presentaron más de 2900 enmiendas, sobre las cuales la Asamblea Nacional debería haber votado una a una. Sin embargo, luego de una conferencia de prensa de la oposición sobre la obstrucción, se decidió en el Comité Judicial que las mociones presentadas podrían votarse al mismo tiempo.

## Protestas
Cientos de miles de manifestantes realizaron protestas masivas contra Orbán entre abril y mayo después de que surgieron escándalos de corrupción. En la noche del 12 de diciembre, la noticia del escándalo parlamentario y el hecho de que la Oficina del Parlamento declaró que la votación de las leyes era regular, miles de multitudes se reunieron en la plaza Kossuth. La principal demanda fue la derogación de las leyes, pero también se expresaron consignas antigubernamentales. Los informes de prensa destacan que tanto los manifestantes como la policía han actuado de manera más violenta que en manifestaciones anteriores.
Para mantener despierta la duodécima manifestación espontánea, se llevaron a cabo varios movimientos en todo el país, pero se organizaron manifestaciones a gran escala principalmente en la capital.
El 13 de diciembre se llevó a cabo una protesta contra la Ley de Horas Extras, exigiendo la independencia de la educación y el poder judicial. La multitud hizo un gran círculo desde Plaza Kossuth sobre el Puente de las Cadenas y el Puente Margarita.
La multitud que marchaba pacíficamente regresó a la plaza Kossuth, donde, sin embargo, surgió un conflicto con los agentes de policía que defendían al Parlamento: algunos manifestantes lanzaron la línea policial, a lo que la policía respondió con una dispersión de gas lacrimógeno. Al menos cinco manifestantes, incluido el vicepresidente de Movimiento Momentum, se presentaron en el evento. Durante la noche, también hubo importantes enfrentamientos entre manifestantes y agentes de policía en el edificio EMMI, la estación de tren del oeste, Oktogon y Király utca.
El 14 de diciembre también se manifestaron en Pécs en la plaza Széchenyi, organizada por el Movimiento Momentum- Algunos manifestantes arrojan huevos al holding de medios de comunicación del gobierno.
El 16 de diciembre de 2018, Péter Tárkányi, un activista civil, organizó una manifestación titulada "¡Feliz Navidad, Primer Ministro!", donde participaron los partidos de posición Jobbik, LMP, Momentum, MSZP, DK y Dialogue y sindicatos.
Durante la manifestación, una multitud de entre 10 y 15 mil personas marcharon juntas desde la Plaza de los Héroes hasta la Plaza Kossuth. Paralelamente a los acontecimientos en la capital, se organizaron movimientos pequeños en Debrecen, Sopron, Gyöngyös, Szeged, Békéscsaba, Győr, Miskolc y Veszprém.
La manifestación se informó en el sitio web de M1, pero no la concentración masiva frente a la sede. Una parte de la multitud de protesta de alrededor de 2500 tiró la línea de la policía asignada durante los movimientos, mientras que otra pidió a los lanzadores que no la arrojaran.
Ákos Hadházy ingresó al edificio de MTVA alrededor de las 21:00 horas entre varios miembros de la oposición. Varios representantes cubrieron en vivo por teléfono los hechos, el número de espectadores en Facebook en vivo ha superado ocasionalmente los 40 000.
Los diputados se refirieron a la Ley XXXVI de 2012 del Parlamento, según la cual tienen derecho a ingresar a la institución pública para reunirse con el editor encargado.
El jefe de seguridad de MTVA no negó la entrada, sin embargo, los agentes no pudieron reunirse con un editor. La protección de los estudios y salas de redacción por guardias armados se justificó sobre la base de que la entrada de diputados a estas áreas perturbaría el funcionamiento adecuado de la institución pública. 13 diputados de la oposición pasaron la noche en la sede.
En la mañana del 17, estalló una pelea entre Hadházy y los guardias de seguridad de MTVA, y luego Hadházy y Bernadett Szél fueron sacados del edificio. El jefe de MTVA inició un procedimiento de protección de la propiedad en la secretaría de Óbuda, que inició de inmediato. También hubo manifestaciones del creciente partido gobernante autocrático.

## Eventos posteriores
En enero de 2019, una serie de manifestaciones contra el gobierno fueron reprimidos con cañones de agua y los manifestantes arrojaron papeles de seda a la policía. Después de la violencia, se han realizado protestas pacíficas y pequeñas manifestaciones sin presencia policial o sin intervenciones en las protestas.
El 10 de febrero, se llevó a cabo una protesta en la capital, Budapest, contra el gobierno. El 9 de diciembre, los actores se declararon en huelga en una protesta de dos días contra un plan para controlar los teatros. Estas protestas fueron las más grandes desde enero. 10 000 manifestantes marcharon exigiendo libertad académica el 23 de octubre, aniversario de la revolución húngara de 1956. Miles de estudiantes universitarios protestaron el 7 de septiembre contra la ocupación de la universidad nacional. Miles de jóvenes manifestantes marcharon el 25 de julio en protesta por la intervención en la agencia nacional de radiodifusión.